# Salmo 48
El salmo 48  es, según la numeración hebrea, el cuadragésimo octavo salmo del Libro de los salmos de la Biblia. Corresponde al salmo 47 según la numeración de la Biblia Septuaginta griega, empleada también en la Vulgata latina. Por este motivo, recogiendo la doble numeración, a este salmo también se le refiere como el salmo 48 (47).
Es uno de los himnos de los Salmos en el Antiguo Testamento y por lo tanto, es uno de los textos tanto del Tanaj judío como de la Biblia cristiana . El salmo es un himno o himno que junto con los Salmos 46 y 87, y en parte 76, 84, 122, 126 y 132 se consideran los llamados himnos de Sion porque estos enfatizan el lugar Sion , y afirman que Yahweh / Dios tiene un especial relación con este lugar.
El texto consta de cuatro partes diferentes. La primera parte (versículos 1-4) es una petición a Dios en Sión (es decir, Jerusalén en general y el Monte del Templo en particular). La segunda parte del salmo relata cómo los reyes del mundo que quieren atacar a Sion se sienten aterrorizados por el poder de Dios (versículos 5-8). La tercera parte comienza con la afirmación de que uno ha experimentado algo que ha escuchado antes, y uno saca ciertas conclusiones de esta experiencia (versículos 9-12). La última parte del salmo describe un paseo por las fortificaciones, donde se observa la inexpugnable torre del castillo de Sion (versículos 13-15).

## Texto
La siguiente tabla muestra el texto en hebreo del salmo con vocales, junto con el texto en griego koiné de la Septuaginta  y la traducción al español de la Biblia del Rey Jacobo. Tenga en cuenta que el significado puede diferir ligeramente entre estas versiones, ya que la Septuaginta y el texto masorético provienen de tradiciones textuales diferentes.  En la Septuaginta, este salmo está numerado como Salmo 47.
| #     | Hebreo                                                                       | Español | Griego |
| ----- | ---------------------------------------------------------------------------- | --- | --- |
| [ 7 ] | שִׁ֥יר מִ֝זְמ֗וֹר לִבְנֵי־קֹֽרַח׃                                                          | (Cántico y salmo para los hijos de Coré). | Ψαλμὸς ᾠδῆς τοῖς υἱοῖς Κορέ· δευτέρα σαββάτου. -                                                                                              |
| 1     | גָּ֘ד֤וֹל יְהֹוָ֣ה וּמְהֻלָּ֣ל מְאֹ֑ד בְּעִ֥יר אֱ֝לֹהֵ֗ינוּ הַר־קׇדְשֽׁוֹ׃                                     | Grande es el Señor, y muy digno de alabanza en la ciudad de nuestro Dios, en el monte de su santidad.                                            | ΜΕΓΑΣ Κύριος καὶ αἰνετὸς σφόδρα ἐν πόλει τοῦ Θεοῦ ἡμῶν, ἐν ὄρει ἁγίῳ αὐτοῦ,                                                                   |
| 2     | יְפֵ֥ה נוֹף֮ מְשׂ֢וֹשׂ כׇּל־הָ֫אָ֥רֶץ הַר־צִ֭יּוֹן יַרְכְּתֵ֣י צָפ֑וֹן קִ֝רְיַ֗ת מֶ֣לֶךְ רָֽב׃                         | Hermoso por su situación, alegría de toda la tierra, es el monte Sión, en los lados del norte, la ciudad del gran Rey.                           | εὐρίζῳ ἀγαλλιάματι πάσης τῆς γῆς. ὄρη Σιών, τὰ πλευρὰ τοῦ Βορρᾶ, ἡ πόλις τοῦ βασιλέως τοῦ μεγάλου.                                            |
| 3     | אֱלֹהִ֥ים בְּאַרְמְנוֹתֶ֗יהָ נוֹדַ֥ע לְמִשְׂגָּֽב׃                                                  | Dios es conocido en sus palacios como refugio.                                                                                                   | ὁ Θεὸς ἐν τοῖς βάρεσιν αὐτῆς γινώσκεται, ὅταν ἀντιλαμβάνηται αὐτῆς.                                                                           |
| 4     | כִּֽי־הִנֵּ֣ה הַ֭מְּלָכִים נ֥וֹעֲד֑וּ עָבְר֥וּ יַחְדָּֽו׃                                               | Porque he aquí que los reyes se reunieron, pasaron juntos.                                                                                       | ὅτι ἰδοὺ οἱ βασιλεῖς τῆς γῆς συνήχθησαν, ἤλθοσαν ἐπὶ τὸ αὐτό·                                                                                 |
| 5     | הֵ֣מָּה רָ֭אוּ כֵּ֣ן תָּמָ֑הוּ נִבְהֲל֥וּ נֶחְפָּֽזוּ                                                  | Lo vieron y se maravillaron; se turbaron y se apresuraron a huir.                                                                                | αὐτοὶ ἰδόντες οὕτως ἐθαύμασαν, ἐταράχθησαν, ἐσαλεύθησαν,                                                                                      |
| 6     | רְ֭עָדָה אֲחָזָ֣תַם שָׁ֑ם חִ֝֗יל כַּיּוֹלֵדָֽה׃                                                    | El miedo se apoderó de ellos allí, y el dolor, como el de una mujer en trabajo de parto.                                                         | τρόμος ἐπελάβετο αὐτῶν, ἐκεῖ ὠδῖνες ὡς τικτούσης.                                                                                             |
| 7     | בְּר֥וּחַ קָדִ֑ים תְּ֝שַׁבֵּ֗ר אֳנִיּ֥וֹת תַּרְשִֽׁישׁ׃                                                  | Tú rompes las naves de Tarsis con un viento del este.                                                                                            | ἐν πνεύματι βιαίῳ συντρίψεις πλοῖα Θαρσίς. |
| 8     | כַּאֲשֶׁ֤ר שָׁמַ֨עְנוּ ׀ כֵּ֤ן רָאִ֗ינוּ בְּעִיר־יְהֹוָ֣ה צְ֭בָאוֹת בְּעִ֣יר אֱלֹהֵ֑ינוּ אֱלֹ֘הִ ֤ים יְכוֹנְנֶ֖הָ עַד־עוֹלָ֣ם סֶֽלָה׃ | Como hemos oído, así hemos visto en la ciudad del Señor de los ejércitos, en la ciudad de nuestro Dios: Dios la establecerá para siempre. Selah. | καθάπερ ἠκούσαμεν, οὕτω καὶ εἴδομεν ἐν πόλει Κυρίου τῶν δυνάμεων, ἐν πόλει τοῦ Θεοῦ ἡμῶν· ὁ Θεὸς ἐθεμελίωσεν αὐτὴν εἰς τὸν αἰῶνα. (διάψαλμα). |
| 9     | דִּמִּ֣ינוּ אֱלֹהִ֣ים חַסְדֶּ֑ךָ בְּ֝קֶ֗רֶב הֵיכָלֶֽךָ׃                                                 | Hemos pensado en tu misericordia, oh Dios, en medio de tu templo.                                                                                | ὑπελάβομεν, ὁ Θεός, τὸ ἔλεός σου ἐν μέσῳ τοῦ λαοῦ σου.                                                                                        |
| 10    | כְּשִׁמְךָ֤ אֱלֹהִ֗ים כֵּ֣ן תְּ֭הִלָּתְךָ עַל־קַצְוֵי־אֶ֑רֶץ צֶ֝֗דֶק מָלְאָ֥ה יְמִינֶֽךָ׃                              | Según tu nombre, oh Dios, así es tu alabanza hasta los confines de la tierra; tu diestra está llena de justicia.                                 | κατὰ τὸ ὄνομά σου, ὁ Θεός, οὕτω καὶ ἡ αἴνεσίς σου ἐπὶ τὰ πέρατα τῆς γῆς· δικαιοσύνης πλήρης ἡ δεξιά σου.                                      |
| 11    | יִשְׂמַ֤ח ׀ הַר־צִיּ֗וֹן תָּ֭גֵלְנָה בְּנ֣וֹת יְהוּדָ֑ה לְ֝מַ֗עַן מִשְׁפָּטֶֽיךָ׃                                 | Alégrense, hijos de Sion; regocíjense, hijas de Judá, por tus juicios.                                                                           | εὐφρανθήτω τὸ ὄρος Σιών, ἀγαλλιάσθωσαν αἱ θυγατέρες τῆς ᾿Ιουδαίας ἕνεκεν κριμάτων σου, Κύριε.                                                 |
| 12    | סֹ֣בּוּ צִ֭יּוֹן וְהַקִּיפ֑וּהָ סִ֝פְר֗וּ מִגְדָּלֶֽיהָ׃                                                | Caminad por Sion, dad vueltas alrededor de ella; contad sus torres.                                                                              | κυκλώσατε Σιὼν καὶ περιλάβετε αὐτήν, διηγήσασθε ἐν τοῖς πύργοις αὐτῆς,                                                                        |
| 13    | שִׁ֤יתוּ לִבְּכֶ֨ם ׀ לְֽחֵילָ֗הֿ פַּסְּג֥וּ אַרְמְנוֹתֶ֑יהָ לְמַ֥עַן תְּ֝סַפְּר֗וּ לְד֣וֹר אַ ֽחֲרֽוֹן׃                      | Marcad bien sus baluartes, considerad sus palacios, para que lo contéis a la generación venidera.                                                | θέσθε τὰς καρδίας ὑμῶν εἰς τὴν δύναμιν αὐτῆς καὶ καταδιέλεσθε τὰς βάρεις αὐτῆς, ὅπως ἂν διηγήσησθε εἰς γενεὰν ἑτέραν.                         |
| 14    | כִּ֤י זֶ֨ה ׀ אֱלֹהִ֣ים אֱ֭לֹהֵינוּ עוֹלָ֣ם וָעֶ֑ד ה֖וּא יְנַהֲגֵ֣נוּ עַל־מֽוּת׃                             | Porque este Dios es nuestro Dios por siempre jamás; él será nuestro guía hasta la muerte.                                                        | ὅτι οὗτός ἐστιν ὁ Θεὸς ἡμῶν εἰς τὸν αἰῶνα καὶ εἰς τὸν αἰῶνα τοῦ αἰῶνος· αὐτὸς ποιμανεῖ ἡμᾶς εἰς τοὺς αἰῶνας.                                  |

## Salmo 48 de citas
Los científicos han observado que el Salmo 42 al salmo 83 usa mucho más a menudo el nombre divino Elohim Dios ( אלהים ) que Yahweh Jehová ( יהוה ,) como prefiere el Salmo 1-41. El Salmo 14/53 y el Salmo 40: 13-17 / 70  son el mismo texto, pero con diferentes nombres de Dios. Esto nos ha llevado a pensar que una versión más antigua y más corta del Salmo 3-41 y una versión similar del 42-83 existían de forma independiente antes de que el libro de los Salmos se editara en conjunto.  Salmo 48 pertenece al Salterio Eloísta (42-83.) Es común considerar que el Salmo 90-150 es principalmente más joven que el Salmo 2-89 y está justificado que la primera parte del libro de salmos sea generalmente más coherente en los Manuscritos del Mar Muerto y que solo hay expresiones hebreas tardías en las últimas partes del himnario.
El manuscrito más antiguo conocido que es quizás de este salmo es de Qumrán (ca. 200 AC-70 DC) y se nombra con el código 4QPs j . Dice la frase "reyes de la tierra" ( מלכי ארץ ), pero esto también está en el Salmo 2: 2 y 72:11. , la gran mayoría de los estudiosos cree que estos textos eran originalmente mucho más antiguos. La frase "El más lejano norte" jarkte tsafon (norte norte) en el Salmo 48: 3 sugiere que Jerusalén todavía se compara con la montaña cananea del monte Safio (monte Casio)  mencionado en el ugaríticolos escritos de aprox. 1450-1200 a. C. El erudito alemán Konrad Schmid ha demostrado cómo Jeremías 6: 22-26  se refiere deliberadamente al Salmo 48: 3, 7, 9a, 11-15. Si se supone que el libro de Jeremías fue creado después de la obra de este profeta, probablemente se creó una versión original del Salmo 48 antes del exilio israelita a Babilonia en el 587 a. C.

## Comentarios

### De la iglesia católica

#### A todo el salmo
La meditación sobre Sión en Sal 46,5-6 y la contemplación de Dios como Rey en Sal 47,3.7-9 encuentran su desarrollo en el Salmo 48, donde se ensalza la belleza y seguridad de Jerusalén como consecuencia de la presencia divina (Sal 48,3). Jerusalén es presentada como la ciudad del Dios de los ejércitos, y su alabanza se difunde hasta los confines de la tierra. El salmo se estructura en torno a la proclamación de la grandeza de Dios al inicio (v. 2) y al final (v. 15). En el centro, se destaca la experiencia de la salvación divina manifestada en Jerusalén (v. 9). Previamente se describe la magnificencia de la ciudad (vv. 3-4) y su carácter inexpugnable frente a los enemigos (vv. 5-8). Posteriormente, se profundiza en la conciencia de la presencia del Señor en medio de la ciudad (vv. 10-12) y se exhorta a contemplar sus defensas como testimonio de esa protección divina (vv. 13-14).
En la interpretación cristiana, el salmo se proyecta hacia la Iglesia como la nueva Jerusalén. La presencia constante de Jesucristo en ella (cf. Mt 28,20) le confiere estabilidad frente a cualquier oposición (cf. Mt 16,18). La salvación, contemplada en el templo de Jerusalén (v. 9), se actualiza en la comunidad eclesial por medio de Cristo. Asimismo, se reconocen en ella la fidelidad del Señor y su plan salvífico universal, haciendo visible su protección y guía a lo largo de la historia.

#### A los versículos 1-9
La grandeza de Dios, reconocida en la creación (cf. Sal 8; 19), se manifiesta de manera particular en el Templo de Jerusalén (cf. Sal 24) y, por extensión, en la ciudad de Jerusalén identificada con el monte Sión. La expresión «arcano del Norte» (v. 3), traducción de una locución hebrea que recuerda al «monte Safón», evoca la morada divina según la cosmovisión cananea, donde se creía que su dios habitaba en una montaña septentrional, similar al Olimpo griego. En el marco del salmo, esta identificación realza a Jerusalén como verdadera morada del Dios rey de todos los pueblos (cf. Sal 47,3), fuente de gozo para toda la tierra. Dios mismo es presentado como protector de la ciudad (v. 4), cuya defensa sobrenatural se hace patente en eventos como la liberación de Jerusalén durante el asedio asirio en tiempos del rey Ezequías (cf. Sal 46,9; 2 R 19,35-36). La mención de las «naves de Tarsis» (v. 8) remite a embarcaciones grandes y resistentes, posiblemente con destino hasta la península ibérica (cf. 1 R 10,22), cuyo hundimiento repentino simboliza el poder divino que disuelve toda amenaza.
La proclamación litúrgica de la grandeza y eternidad de Dios (vv. 2 y 15) se nutre tanto de la tradición recibida como de la experiencia actual de la comunidad, expresada en la liturgia del Templo. Las palabras del v. 15 pueden entenderse como una antífona coral, recitada por el pueblo al concluir la meditación sobre la acción salvífica de Dios.  Agustín, interpretando este salmo en clave eclesiológica, aplica directamente a la Iglesia —entendida como la verdadera ciudad de Dios— las afirmaciones del v. 15. En su exégesis, identifica en la Iglesia la continuidad histórica y escatológica de la presencia y protección divinas, subrayando su carácter de comunidad universal, establecida por Dios y destinada a permanecer eternamente.

«Como lo habíamos oído, así lo hemos visto. ¡Oh bienaventurada Iglesia! En un tiempo oíste, en otro viste. Oíste en tiempo de las promesas, viste en el tiempo de su realización; oíste en el tiempo de las profecías, viste en el tiempo del Evangelio. En efecto, todo lo que ahora se cumple había sido antes profetizado. Levanta, pues, tus ojos y esparce tu mirada por todo el mundo; contempla la heredad del Señor difundida ya hasta los confines del orbe.

#### A los versículos 10-15
En la última sección del Salmo 48 continúa la voz de la comunidad —o del salmista como representante de ella— que, tras la contemplación del poder salvador de Dios, extrae conclusiones teológicas y litúrgicas. La bondad del Señor (v. 10) se experimenta en su presencia en el santuario, y su justicia se manifiesta en su acción salvífica, reconocida ahora no solo por Israel, sino por todas las naciones (v. 11). Las «hijas de Judá» (v. 12), expresión metonímica de las ciudades del reino del sur, se alegran al experimentar la justicia de Dios, revelada en su protección y en la derrota de los enemigos. El recorrido propuesto en los vv. 13-14 —por las murallas, torres y baluartes de Jerusalén— tiene un sentido litúrgico y catequético. No se trata solo de admiración arquitectónica, sino de contemplación teológica: las defensas visibles simbolizan la fidelidad invisible de Dios, que asegura la estabilidad de su pueblo. Este conocimiento ha de transmitirse a las generaciones futuras como testimonio del Dios que guía y protege «por siempre».
La afirmación final (v. 15) subraya esta confianza: el «Dios nuestro» es guía eterno. La expresión hebrea traducida como «eternamente» es literalmente «más allá de la muerte», lo que sugiere una fidelidad divina que trasciende los límites de la vida mortal. En la tradición cristiana, esta promesa se cumple plenamente en la Iglesia, la nueva Jerusalén, cuya belleza y plenitud escatológica son descritas por San Juan en Apocalipsis 21–22 como la morada definitiva de Dios con la humanidad, donde no habrá ya muerte ni dolor, y donde la gloria de Dios ilumina la ciudad sin necesidad de sol ni templo.

Como sacramento, la Iglesia es instrumento de Cristo. Ella es asumida por Cristo “como instrumento de redención universal” (LG 9), “sacramento universal de salvación” (LG 48), por medio del cual Cristo “manifiesta y realiza al mismo tiempo el misterio del amor de Dios al hombre” (GS 45,1). Ella “es el proyecto visible del amor de Dios hacia la humanidad. que quiere que todo el género humano forme un único Pueblo de Dios, se una en un único Cuerpo de Cristo, se coedifique en un único templo del Espíritu Santo.

## Usos

### Judaísmo
- Este salmo es el salmo del día en el Shir Shel Yom para el lunes.
- El versículo 2 es parte de Mishnah Tamid 7: 4.
- El versículo 12 es parte de las bendiciones antes del Shemá .

### Calvinismo
Partidario de la reforma de la teología de Juan Calvino , por lo que se describen los salmos del argumento:
Esto se celebra, el memorial del Salmo una especie de que en Jerusalén hay liberación, cuando conspiró para su destrucción, mucha gente en los reyes '. Donde, sin embargo, el Profeta (quien alguna vez fue responsable) a Dios, y dio gracias, con motivo de esta hipótesis, el excelente, en una descripción llamativa de un feliz de esa ciudad y el estado de las tensiones, uno que tiene Dios para siempre, que es el guardián de su salvación. Habría que sentir los piadosos, y reconocer la mano de Dios. No es suficiente que hayan sido salvos una vez, a menos que se sienta seguro de Dios, de lo mismo en el futuro, habría un guardia para salvarlos, porque están en el pueblo de su propia posesión, fueron adoptados. Por lo tanto, más aún porque él está sobre él, el Profeta, no en vano que el santuario de Dios en lo alto de Sion, se establezca, sino que allí se invoca el nombre de él era visible para el poder. de la salvación de su pueblo, para aparecer en persona. Además, el argumento de que es posible cantar después de la muerte de Davidhan sido combinados. Confieso, en verdad, que hubo ciertas naciones extranjeras, los reyes de David se amargaron contra él, para destruir, y por completo a Jerusalén, incluso en la culpa que los cometieron: sin embargo, vine aquí para haber avanzado tanto, en la medida en que no leemos, para evitar el asedio, para abrumarlos, de modo que sea necesario para el poder de Dios, suprimiendo el maravilloso milagro de sus esfuerzos. Preferiblemente credibill para detectar el tiempo del rey Acaz , el bloqueo se liberó repentinamente en un estado total de desesperación, o incluso en un período de Josafat , y Asaf, porque entonces sabemos que es solo una ayuda celestial para derrotar a los notables que vienen de lejos de ser salvados. Esto, en efecto, debemos tener la certeza, y un modelo para proponer a los fieles de la gracia de Dios, aquel en el que reconocen que se sintieron bien, y afortunadamente, en el monte de Sion, que es la morada. de tu Dios escogerá para sí, de quien los preside para salvación.

### Nuevo Testamento
El versículo 2 se cita en Mateo 5:35 . 

## Los cantantes
En la introducción, el texto se llama canción e himno. Basado en textos como Éxodo 15:12 y 21-22  donde Moisés y Miriam son retratados como líderes de cánticos, se puede concluir que un cántico ( shir ) es un texto poético que se recita o canta con una nota. La melodía no tiene por qué ser similar a melodías que son populares en nuestro tiempo, pero pueden ser similares a otras formas musicales como. stev . Por cierto, a menudo hay instrumentos musicales en los Salmos, y de varios de los relieves murales asirios contemporáneos hay imágenes de músicos tocando arpas, tambores, trompas y guitarras.
Está escrito en el Salmo 48: 1 que el texto debe ser "de" los hijos de Coré , pero la preposición le ( l ) puede indicar el autor, el usuario y a quién está dedicada la canción. El Salmo 42-49 (excluyendo el Salmo 43) y el 84-88 (excluyendo el Salmo 86) son todos Coré de risa . En consecuencia, se puede hablar de dos colecciones Korahit de un total de 11 himnos.
El nombre Coré se menciona muchas veces en el Antiguo Testamento. En un lugar, Coré es descendiente de Esaú , un príncipe edomita (Génesis 36: 5 y 14-16.)  Hay un hijo de Leví llamado Coré (Éxodo 6:21 y 24)  y en Números 16  describe a un levita llamado Coré liderando una rebelión contra Moisés y Aarón , en la que niega que los hijos de Aarón tengan prioridad sobre los otros levitas.
Dios castiga a Coré y a toda su familia al permitir que la tierra se abra y los trague vivos al reino de los muertos. 250 de los siervos de Coré son consumidos por el fuego y 14,700 de los israelitas están plagados de plaga debido a esta rebelión, y el texto dice que los descendientes de Aarón serán los que sirvan en el lugar más sagrado del templo, pero los hijos de Coré servirán en la puerta. . En I Crónicas 6  , Samuel también es retratado como un coreíta, y su nieto Hemán es uno de los cantantes del templo de David. De esto se puede concluir que la familia Coré era una familia levítica importante que a veces podía oponerse a la familia Aarón: los sacerdotes sacrificatorios en el servicio del templo en Jerusalén.
En base a esto, se asume principalmente que los coreítas eran cantantes profesionales del templo que trabajaron en Jerusalén la mayor parte del período real (1020-587 a. C.) y que también eran bien conocidos en la época posterior al exilio (los contemporáneos del cronista alrededor del 300 a. C.).

## Historia actual, adaptada para rituales de culto
La letra es un himno o himno dirigido al lugar Sion . El texto indica el lugar de Sion como el lugar del Señor (Salmo 48: 2; 3; 4; 9,10; 12; 13 y 14). En consecuencia, el texto se ha utilizado en este lugar, en relación con las peregrinaciones a este lugar o cuando este lugar se ha mencionado más adelante. En la mente de los cantantes, este lugar ha tenido un poder especial y, de una manera peculiar, ha sido un lugar donde vive Dios; - un lugar que protege y un lugar donde deja que su poder entre a la vista.
Cuando en el versículo 9 se enfatiza que en Sion uno ha podido confirmar lo que había escuchado antes, esto sugiere que los visitantes de Jerusalén aquí han experimentado el poder de Dios y la presencia de Dios en esta ciudad. El texto se refiere a las experiencias que los israelitas han tenido en Jerusalén en relación con las fiestas. Sigmund Mowinckel creía que el versículo 9 era una prueba de que las escenas de batalla representadas en los versículos 2 al 8 fueron dramatizadas en Jerusalén en relación con las festividades en forma de juegos de esgrima.  Más tarde, algunos estudiosos que han discutido estos textos han sugerido que tales juegos de esgrima no necesariamente han sido parte del partido.  Lo que describe el texto es al menos la victoria de Yahweh sobre los enemigos cósmicos y humanos, pero no tenemos fuentes claras de cómo se ha dramatizado esto.
La descripción en los versículos 5-8  de cómo los reyes de la tierra tratan de atacar a Sion se puede ver a la luz de eventos históricos, como el relato en 2 Reyes 19  de un evento en el 701 a. C. luego el rey de Asiria, el ejército de Senaquerib , sitió Jerusalén. Este asedio fue interrumpido sin la conquista de Jerusalén y según la legendaria tradición del Antiguo Testamento, Dios mismo mató a 185.000 soldados asirios .  II Reyes 18: 13-16  junto con el prisma de Senaquerib probablemente dan una imagen históricamente más correcta. Aquí el asedio se interrumpió porque el rey asirio fue informado de una revuelta en Mesopotamia.. Pero la tradición se desarrolló en una dirección cada vez más fantástica, influenciada por textos como el Salmo 48.
Se podría decir que la creación original del mundo se revive todos los años en la fiesta de culto, por lo que la innovación y la creación se celebran juntas.  Dios vence las fuerzas del caos "fijando el mundo" en las corrientes oceánicas (Salmo 24: 2; Salmo 33: 7)  Esta expresión también se ve aquí en el Salmo 48 versículo 9 - que Dios fija Jerusalén . Dios extiende una línea de medición sobre el caos y abre un camino a través del mundo cuando crea. En el lenguaje de los salmos, esto es lo que Dios hace cuando crea, cuando trae orden y justicia al mundo.

## Centro Mundial de Zion
Según los libros de Samuel , Jerusalén ya tenía un estatus pre-israelita como un lugar de adoración para el Dios Altísimo ( Elías ) (Génesis 14: 18-20).  Jerusalén entonces pertenecía a los jebuseos y no estaba ocupada. por los israelitas hasta la época de David . David tampoco tomó Jerusalén hasta que había sido rey de Israel durante 7 años (2 Samuel 5: 1-3). y cuando David vino a tomar la ciudad, los jebuseos también pensaron que la ciudad era inexpugnable - de ahí la frase "David nunca entrará aquí: los ciegos y los cojos te echarán ..." (II Samuel : 5: 6 ). Esto sugiere que la teología de Sion, la noción de Jerusalén como inexpugnable porque Dios vivía en esta ciudad, existía incluso antes de que los israelitas tomaran la ciudad. Es decir, un servicio de adoración que contiene un drama de culto en el que el Dios supremo ( ´el eljon ) protege a Jerusalén de los enemigos probablemente ya se ha jugado aquí en tiempos pre-israelitas.
Solo en los versículos 2-3 se menciona la ciudad de Jerusalén de cinco maneras. La ciudad se llama:
1. Ciudad de dios,
2. Su monte santo,
3. Los países nórdicos ultraperiféricos,
4. Monte Sion,
5. La ciudad del gran rey.

El lejano norte es un nombre especial. Primero, el monte Sion no está al norte de la ciudad de Jerusalén, sino al sur de la ciudad. En segundo lugar, Jerusalén tampoco está al norte de Israel. Pero el término "norte" ( safon ) es una montaña sagrada en la religión cananea .  El término ( safon ) no significa la dirección del cielo hacia el norte, sino "la montaña de Dios". Cuando luego incluye el adjetivo superlativo "extremo", esto debe significar algo como: el más importante, el más grande o el más verdadero de los montes de Dios. El monte Sion se compara aquí con la montaña cananea Safon ( monte Cassius) y Sion parece ser el más importante de los dos.
El texto afirma que Sion es un gozo para "toda la tierra". Los elementos del Antiguo Testamento sugieren que los israelitas veían a Jerusalén como el centro del mundo. Una fuente de agua fluía de Sion (cf. también 2 Sam. 5: 8), y este mismo manantial fue visto simbólicamente como el lugar donde se originó la vida y la justicia del mundo. Uno de los cuatro ríos del paraíso se llamaba Gihon . (Génesis 2:13).
Se podría decir que en el culto israelita se pensaba que el paraíso aún existía en el más sagrado de los templos y de allí brotaban las fuentes del Edén.  orden y la justicia son un requisito previo para la vida en la conciencia hebrea. Esta agua de Sion representa el orden,  la justicia, la vida y que esta agua fluya de Sion es un requisito previo para la vida y la justicia, no solo para Israel, sino para todos los pueblos.
Algunos eruditos han intentado interpretar el cuádruple claro del salmo (A) como una geografía teológica en relación con las cuatro direcciones del cielo: norte (v3), este (v8), sur (v11) y oeste (v14). Sion es entonces el centro del mundo, y el salmo lo expresa dirigiéndose a las cuatro direcciones de los cielos. Dado que solo el norte y el este se mencionan explícitamente en el texto, y dado que hay una razón específica por la que se menciona el norte (ver arriba - Safon como la montaña de los dioses), la noción del Salmo 48 como una geografía teológica parece ser algo buscado.  Pero la idea de que Sion es el centro del mundo concuerda con las visiones contemporáneas y recientes de este lugar.

## Yahvé que vence a los enemigos
En el drama de culto del judaísmo , Dios crea el cosmos en el caos. Dios crea orden en masas de agua salvaje y en un mundo donde uno puede fácilmente entrar en la violencia de los reyes y poderes enemigos. A través del texto, se anima a los israelitas a confiar en Dios en lugar del poder humano. Cuando se trata de los poderosos barcos de Tarsis, la mayoría de los comentarios afirman que se trataba de barcos fenicios que navegaban hasta Tartessos en España y que estos parecían hasta el presente como lo último en arrogancia humana. Para el cantante israelita, estos grandes barcos pueden compararse en muchos sentidos con la Torre de Babel (Génesis 11)  - un intento de los humanos de controlar los elementos y como un intento de controlar a Dios.
El viento del este --el fuerte viento del desierto es la herramienta de Dios cuando aplasta la arrogancia humana-- que hace que los fenicios construyan vasijas tan enormes, como cuando Dios desciende a la torre de Babel y separa las lenguas humanas (Génesis 11) o cuando golpea a los reyes terrenales con terror (v6-7). Es el juicio de Dios (v10), la justicia de Dios (v11) y la misericordia de Dios (v12) las tres características de Dios presentadas en el salmo.
Los coreítas, los peregrinos y otros contemporáneos temen precisamente a este tipo de fuerzas del caos. - Temen que las fuerzas de la naturaleza destruyan la cosecha y mueran de hambre, que las personas con poder les quiten la vida y las propiedades, o que reinos hostiles atacarán a Israel. Es precisamente contra tales cosas que Dios lucha, y precisamente esas fuerzas son las que él vence en el drama de culto que los peregrinos han experimentado en Sion. Han experimentado que Dios ha golpeado el mar del caos con sus juicios, que con su justicia ha creado nuevas condiciones de vida para la gente, y que de esta manera ha mostrado su misericordia. Las hijas de Judá se regocijan en la justicia de Dios porque Dios les ha dado esperanza para un futuro.
La conclusión misteriosa del salmo - que Dios conduce "más allá de la muerte" ( 'al mot ) puede interpretarse en esta perspectiva como que cuando Dios vence las fuerzas del caos, conduce al hombre a la muerte o salva al peregrino de la muerte.  También podría significar que Dios lleva al israelita a la muerte o a la muerte. Helmer Ringren afirma que este "al mot no encaja en el resto del himno y que, por lo tanto, debe verse como una declaración de melodía que debe ir antes del comienzo del himno 49.  Esto se ve reforzado en particular por cómo" almot existe como declaraciones melódicas en otros himnos (Salmo 9: 1; 46: 1 y I Crónicas 15:20).

## ¿Un tren de procesión?
Desde el versículo 13 en adelante, se anima a los peregrinos a caminar alrededor de las murallas de la ciudad. Son concebibles diferentes modelos de comprensión de lo que esto conlleva.
1. un llamado a los peregrinos a observar el poder de Dios en las torres del castillo alrededor de la ciudad
2. una introducción a una procesión donde uno realmente camina alrededor de Jerusalén
3. ¿O que todo el himno, a menudo repetidamente, se canta mientras se camina en procesión por la ciudad?[33]

Hay un gran número de ejemplos de tales trenes de procesiones que existen o han existido en diferentes culturas y en diferentes épocas. Esta marcha procesional también se describe en el Salmo 68: 25-26 y más implícitamente en II Samuel 6:15; Números 10: 33-36. En algunos otros lugares, también se representan procesiones alrededor de las ciudades (Nehemías 12: 31ss; Josué 6: 1-20).
Mowinckel argumenta que tales paseos alrededor de las murallas de la ciudad originalmente estaban pensados como ceremonias que fortalecerían las murallas de la ciudad, transfiriendo el poder santificador del culto a las murallas. Este aspecto mágico no parece ser lo principal en el Salmo 48. Aquí el énfasis está en ver la fuerza y la inexpugnabilidad de los muros - para que uno pueda contarle a las generaciones futuras sobre ello (v14).

## Historia y significado actual del salmo
Incluso en el tiempo posterior al exilio en Babilonia, los judíos consideraban que Jerusalén era el centro del mundo. Cuando Deutero-Isaías llamó al pueblo de Babilonia , fue porque Sion es su verdadero hogar, porque esta es la ciudad de su Dios (Isaías 40: 1-11  y esto se presenta como un tren de fiesta (Isaías 35 : 8; 40).: 3-4.)  En la época del rey , Jerusalén era considerada el centro del mundo, y si uno lee los relatos de Josefo sobre la caída de Jerusalén en el año 70 d. C., uno ve que la idea de la protección de Dios de la ciudad todavía es fuerte.
En la época del Antiguo Testamento, era una noción común en Israel y sus alrededores que cuando una tierra era conquistada y su lugar de culto demolido, el Dios en cuestión era conquistado. Los israelitas, por otro lado, vieron la caída de Jerusalén en el 587 a. C. a la luz del mensaje de los profetas. Por lo tanto, interpretaron la caída como el juicio de Dios (Isaías 40: 2,)  y esperaban que Dios estuviera con ellos en un tiempo de resurrección. De esta manera, grupos dentro del judaísmo, el movimiento sionista , han estado esperando un momento de reconstrucción para Israel hasta nuestros días. La Declaración de independencia de Israel en 1948 se ha visto como parte de este tiempo de reconstrucción.
Para la iglesia cristiana , Jesús ha rechazado explícitamente la noción de que un lugar particular de la tierra debería ser la morada de Dios; La adoración no debería ocurrir en Jerusalén o en Gerizim , sino "en espíritu y en verdad" (Juan 4:23).  Al mismo tiempo, parece que las disensiones que se consideran importantes para la teología de la misión lukanske , el evangelio, comienzan su viaje desde el templo en Jerusalén y extendiéndose más allá del mundo (Hechos 1: 8)  También se puede decir que la Iglesia católica ha transferido elementos de la teología de este lugar a la ciudad de Roma - de la misma manera que los israelitas aquí en El Salmo 48 transfirió el significado central del monte Sion a Jerusalén.